# Yorik
Yorik is een Belgische stripreeks die begonnen is in 1975 met André-Paul Duchâteau als schrijver en Eddy Paape als tekenaar.

## Albums
Alle albums zijn geschreven door André-Paul Duchâteau, getekend door Eddy Paape en uitgegeven door Le Lombard en Uitgeverij Helmond.
| Nummer | Titel              |
| ------ | ------------------ |
| 1      | Kapitein der zeeën |